# 安士昌一郎
安士 昌一郎（やすし しょういちろう）は、日本の経営学者。経営学博士（法政大学）。立教大学経済学部准教授。法政大学イノベーション・マネジメント研究センター客員研究員。

## 略歴・人物
法政大学大学院経営学研究科にて経営学を専攻し博士号を取得。法政大学イノベーション・マネジメント研究センター客員研究員、國學院大學や浦和大学で講師を担当し、2022年から立教大学経済学部准教授となる。
日本薬史学会評議員及び総務委員を務める。

## 著作等

### 共著
- 『企業家に学ぶESG経営: 不連続な社会を生き抜く経営構想力』（文眞堂、2019年）
- 『大日本製薬株式会社: 我社五十年のあゆみ』（ゆまに書房、2021年）
- 『薬学史入門』（薬事日報社、2022年）

## 専門分野
- 経営史
- 企業家史